# Robigus magawai
Robigus magawai är en insektsart som beskrevs av Wilson 1987. Robigus magawai ingår i släktet Robigus och familjen Derbidae. Inga underarter finns listade i Catalogue of Life.